# Senza limiti (film 1989)
Senza limiti (Relentless) è un film thriller del 1989, diretto da William Lustig.

## Trama
Sam Dietz è un giovane poliziotto di New York da poco trasferito a Los Angeles. Insieme col suo nuovo compagno, il cinico veterano Bill Malloy, si mette sulle tracce di Buck Taylor, un serial killer che sembra scegliere le vittime a caso dall'elenco telefonico.